# شوئی شینسنگومی
شوئی شینسنگومی (به ژاپنی: 守衛新選組 しゅえいしんせんぐみ)، این واحد ویژه توسط سربازان شینسنگومی در طول نبرد هاکوداته ایجاد شد. اگر بخواهیم نام رسمی برای آن انتخاب کنیم، باید بگوییم نگهبانان شینسنگومی برای فرماندار توشیزو هیجیکاتا. فرمانده این واحد کای شیمادا بود. این واحد برای محافظت از توشیزو هیجیکاتا ساخته شده بود.